# Hesperothamnus littoralis
Hesperothamnus littoralis är en ärtväxtart som först beskrevs av Townshend Stith Brandegee, och fick sitt nu gällande namn av Townshend Stith Brandegee. Hesperothamnus littoralis ingår i släktet Hesperothamnus och familjen ärtväxter. Inga underarter finns listade i Catalogue of Life.